# コフィニモ
コフィニモ（フランス語: Cofinimmo S.A.）は、ベルギー・ブリュッセルに本拠を置く不動産投資（REIT）・管理会社。ブリュッセルやアントワープを中心に、ヘルスケア関連施設、オフィスビルやパブなどを保有・運営している。コフィニモはBEL20の構成銘柄の一つになっている。

## 沿革
1983年に設立、1994年に株式上場企業となった。2005年から、現在の主力事業である病院や介護施設などヘルスケア関連施設への投資を開始し、2007年にアンハイザー・ブッシュ・インベブの子会社のImmobrew S.A.により保有されていたパブ資産を買収した。
現在、コフィニモの保有する不動産の50％がヘルスケア関連施設、35％がオフィス関連であり、ベルギーのほか、フランス、オランダ、ドイツに資産を保有している。